# Kritik der Arbeit

Arbeitsstunden und BIP

Die Kritik der Arbeit bezeichnet die Ablehnung eines Arbeitszwanges oder bestimmter Formen der Arbeit bzw. die Kritik an der Arbeit als solche. Dabei wird nicht jede Tätigkeit grundsätzlich als Arbeit angesehen. Abgelehnt werden insbesondere Fremdbestimmung und Entfremdung der Arbeit.

## Der Begriff der Arbeit
Das Wort „Arbeit“ ist gemeingermanischen Ursprungs (*arbējiðiz, got. arbaiþs); die Etymologie ist unsicher; evtl. verwandt mit indoeurop. *orbh- „verwaist“, Waise, „ein zu schwerer körperlicher Tätigkeit verdungenes Kind“ (vgl. Erbe). Verwandt ist das in den slawischen Sprachen verbreitete Wort rabota bzw. robota, das auch „Knechtschaft“ oder „Sklaverei“ bedeuten kann. Im Alt- und Mittelhochdeutschen überwiegt die Wortbedeutung „Mühsal“, „Strapaze“, „Not“; redensartlich noch heute Mühe und Arbeit (vgl. Psalm 90, lateinisch labor et dolor).
Das französische Wort „travail“ steht im Zusammenhang mit einem frühmittelalterlichen Folterinstrument. Das italienische „lavoro“ und englische „labour“ (amerikanisch „labor“) gehen auf das lateinische „labor“ zurück, das ebenfalls primär „Mühe“ bedeutet.

## Grundlegendes
Die aus philosophischer Sicht beherrschende Stellung menschlicher Arbeit in kollektiven Wertesystemen unterscheidet sich in hierarchischen Herrschaftsmodellen und darauf beruhenden unterschiedlichen Staatsformen nur wenig. Damit ist die Arbeitswelt für Anarchisten grundsätzlich ein weites Feld ideologischer Auseinandersetzungen.
Kritiker der Arbeit lehnen fremdbestimmte Erwerbstätigkeit vollständig ab, wobei sie aber lebensnotwendige Handlungen davon ausnehmen, z. B. Care-Arbeit zur Pflege gebrechlicher Menschen. Dahinter steckt der Gedanke, dass notwendige Tätigkeiten unter nicht-hierarchischen, anarchistischen Bedingungen einen anderen Charakter annehmen.

## Karl Marx und entfremdete Arbeit
Das Konzept der entfremdeten Arbeit formulierte Karl Marx in den zu Lebzeiten unveröffentlichten ökonomisch-philosophischen Manuskripten von 1844. Marx kam dort zu dem Schluss, dass der Arbeiter durch seine Tätigkeit fortwährend einen immer größeren, ihm fremden Reichtum in Form von Privateigentum in den Händen der Kapitalistenklasse produziert, mittels welchem er erneut ausgebeutet wird. Das Privateigentum wäre daher Produkt der entfremdeten Arbeit, wie auch Mittel, durch welches sich die Entäußerung der Arbeit beständig weiter realisiert. Der Arbeiter produziert daher in seiner Tätigkeit nicht nur eine anwachsende Zahl ihm fremder Waren, mit ihnen reproduziert er auch zugleich das ihn ausbeutende Lohnarbeitsverhältnis selbst und die „Warenförmigkeit“ seiner Arbeit. Mit der fortlaufenden „Verwertung der Sachenwelt“ nehme die „Entwertung der Menschenwelt in direktem Verhältnis zu.“ Der Arbeiter werde umso ärmer, je mehr Reichtum er produziert. Die Entfremdung durch das Lohnarbeitsverhältnis zwischen Arbeiter und Kapitalist manifestiere sich in vier Formen:
- Dem Arbeiter tritt sein Arbeitsprodukt als fremdes Wesen und unabhängige Macht gegenüber. Sein Arbeitsprodukt gehört nicht ihm, sondern einem Anderen.
- Die eigene Tätigkeit ist eine fremde, dem Arbeiter nicht angehörige Tätigkeit. Die Arbeitstätigkeit befriedigt keine Bedürfnisse des Arbeiters, sie dient nur als Mittel, um Bedürfnisse außer ihr zu befriedigen, so dass die Arbeit als eine Pest geflohen wird, sofern kein materieller Zwang herrscht. Die Äußerlichkeit der Arbeit zeige sich darin, dass die Arbeitsverausgabung dem Arbeiter nicht eigen ist, sondern einem anderen gehört.
- Sowohl der Gattungscharakter des Menschen, die freie und bewusste Tätigkeit, wie sein Gattungsleben, die Bearbeitung der Umwelt und der Gesellschaft, sind dem Arbeiter nicht möglich, sein Gattungswesen ist ihm entfremdet.
- Eine unmittelbare Konsequenz aus der Entfremdung von Arbeitsprodukt, Tätigkeit und dem menschlichen Wesen ist die Entfremdung des Menschen von dem Menschen.[3]

In der Schrift Die deutsche Ideologie problematisiert Marx zudem noch den Begriff der Entfremdung dahingehend, dass dieser idealistisch vorgeprägt wäre und daher oftmals falsch interpretiert werden könne. So schreibt er dort auch nur von „Entfremdung“. Er meint hier mit Entfremdung vor allem, dass die gesellschaftliche Teilung der Arbeit in der kapitalistischen Klassengesellschaft, die Festsetzung der sozialen Tätigkeit, kurz, dass die Verfügung der Privateigentümer (den Kapitalisten) über fremde Arbeitskraft, den einzelnen Lohnarbeiter in seiner freien Entwicklung einschränke. Das gesellschaftliche Zusammenwirken in der Produktion des Lebens erscheine den Individuen nicht als ihre eigene Macht, sie ist eine fremde, außer ihnen stehende, durch die gesellschaftlichen Beziehungen vermittelte Gewalt. Dieser Umstand könne nur dadurch aufgehoben werden, dass die Menschen einerseits ihre eigenen Kräfte als gesellschaftliche erkennen und organisieren, sie die gesellschaftlichen Widersprüche, die sich aus den konkreten gesellschaftlichen Beziehungen der Menschen ergeben, erkennen und aufheben. Andererseits seien umfassend entwickelte Produktivkräfte eine Voraussetzung um die Aufhebung der Teilung der Arbeit zu ermöglichen. Somit könne der Mensch seine Umwelt bewusst tätig gestalten und verändern, sein gesellschaftliches Sein würde ihm nicht mehr als fremde, ihn bestimmende Macht gegenüberstehen, sondern als eine Ermöglichung zu umfassender individueller Entfaltung.

## Friedrich Nietzsche
Friedrich Nietzsche schrieb in „Morgenröte. Gedanken über die moralischen Vorurteile“:

„Die Lobredner der Arbeit. — Bei der Verherrlichung der "Arbeit", bei dem unermüdlichen Reden vom "Segen der Arbeit" sehe ich den selben Hintergedanken, wie bei dem Lobe der gemeinnützigen unpersönlichen Handlungen: den der Furcht vor allem Individuellen. Im Grunde fühlt man jetzt, beim Anblick der Arbeit — man meint immer dabei jene harte Arbeitsamkeit von früh bis spät —, dass eine solche Arbeit die beste Polizei ist, dass sie jeden im Zaume hält und die Entwickelung der Vernunft, der Begehrlichkeit, des Unabhängigkeitsgelüstes kräftig zu hindern versteht. Denn sie verbraucht außerordentlich viel Nervenkraft und entzieht dieselbe dem Nachdenken, Grübeln, Träumen, Sorgen, Lieben, Hassen, sie stellt ein kleines Ziel immer in’s Auge und gewährt leichte und regelmäßige Befriedigungen. So wird eine Gesellschaft, in welcher fortwährend hart gearbeitet wird, mehr Sicherheit haben: und die Sicherheit betet man jetzt als die oberste Gottheit an. — Und nun! Entsetzen! Gerade der „Arbeiter“ ist gefährlich geworden! Es wimmelt von „gefährlichen Individuen“! Und hinter ihnen die Gefahr der Gefahren — das Individuum!“

In Die fröhliche Wissenschaft schrieb er:

„Die Arbeit bekommt immer mehr alles gute Gewissen auf ihre Seite: Der Hang zur Freude nennt sich bereits „Bedürfniss der Erholung“ und fängt an, sich vor sich selber zu schämen. „Man ist es seiner Gesundheit schuldig“ — so redet man, wenn man auf einer Landpartie ertappt wird. Ja, es könnte bald so weit kommen, dass man einem Hange zur vita contemplativa (das heißt zum Spazierengehen mit Gedanken und Freunden) nicht ohne Selbstverachtung und schlechtes Gewissen nachgäbe.“

In Menschliches, Allzumenschliches heißt es:

„Es ist das Unglück der Tätigen, dass ihre Tätigkeit fast immer ein Wenig unvernünftig ist. Man darf zum Beispiel bei dem geldsammelnden Banquier nach dem Zweck seiner rastlosen Tätigkeit nicht fragen: sie ist unvernünftig. Die Tätigen rollen, wie der Stein rollt, gemäß der Dummheit der Mechanik. — Alle Menschen zerfallen, wie zu allen Zeiten so auch jetzt noch, in Sklaven und Freie; denn wer von seinem Tage nicht zwei Drittel für sich hat, ist ein Sklave, er sei übrigens wer er wolle: Staatsmann, Kaufmann, Beamter, Gelehrter.“

## Paul Lafargue
Marx’ Schwiegersohn Paul Lafargue meinte, dass drei Stunden Arbeit ausreichen müssten. Als Kritiker der Arbeit war Lafargue, Autor des Pamphlets „Le droit à la paresse“ (Das Recht auf Faulheit) (1883), in der alten Arbeiterbewegung ein Außenseiter. Lafargue verstand sich als revolutionärer Sozialist und dementsprechend schätzte er die kapitalistische Arbeitsethik ein. „Die kapitalistische Moral, eine jämmerliche Kopie der christlichen Moral, belegt das Fleisch des Arbeiters mit einem Bannfluch: Ihr Ideal besteht darin, die Bedürfnisse des Produzenten auf das geringste Minimum zu reduzieren, seine Genüsse und Leidenschaften zu ersticken und ihn zur Rolle einer Maschine zu verurteilen, aus der man ohne Rast und ohne Dank Arbeit nach Belieben herausschindet.“ Lafargues Manifest erschien 1887 auf Deutsch. Lafargue zitierte Lessing:

„Laß uns faul in allen Sachen,
Nur nicht faul zu Lieb’ und Wein’
Nur nicht faul zur Faulheit sein.“

## Heinrich Böll und die „Anekdote zur Senkung der Arbeitsmoral“
Die Anekdote zur Senkung der Arbeitsmoral ist eine Kurzgeschichte von Heinrich Böll aus dem Jahre 1963, in der es um einen Touristen und einen Fischer geht, die ihre verschiedenen Meinungen zur Arbeitsethik und Lebenseinstellung austauschen. Er schrieb sie für eine Sendung des Norddeutschen Rundfunks zum „Tag der Arbeit“ am 1. Mai 1963.

## Kritische Theorie
Das oft aufgegriffene Schlagwort der Großen Verweigerung als Ausweg taucht auf den letzten Seiten von Herbert Marcuses Der eindimensionale Mensch auf. Viele Gruppen der ’68er-Bewegung und der alternativen Szenen bezogen sich auf dieses Motiv, aber auch auf seine anderen Werke und propagierten ein Aussteigen aus dem kapitalistischen System. Marcuses Utopie liegt darin, eine befreite Gesellschaft vernunfttheoretisch und triebtheoretisch zu begründen, mindestens jedoch die Möglichkeit einer anderen freieren Gesellschaft wach zu halten. In seinem Essay Versuch über die Befreiung (1969), unter dem Arbeitstitel Jenseits des eindimensionalen Menschen geplant, entwickelte Marcuse im Anschluss an Der eindimensionale Mensch eine optimistischere Position.
In seinem 1967 vor Studenten der Freien Universität Berlin gehaltenen Vortrag: Das Ende der Utopie wird dieser Ansatz ausgeführt. In Gesellschaften mit hochentwickelten Produktivkräften bestehe demnach die Möglichkeit zu einer Umwälzung, durch die Armut und Elend und entfremdete Arbeit abgeschafft werden können. Anders als Marx beschrieben hatte, kann „das Reich der Freiheit im Reich der Notwendigkeit“ erscheinen. Marcuse bezeichnet die Negation der bestehenden Gesellschaft als Voraussetzung zur Transformation menschlicher Bedürfnisse. Es bedarf einer jenseits der judäochristlichen Moral stehenden neuen Moral, die die vitalen Bedürfnisse nach Freude und nach dem Glück erfüllt und die ästhetisch-erotischen Dimensionen umfasst. Er befürwortet ein Experiment der Konvergenz von Technik und Kunst sowie von Arbeit und Spiel.

## Operaismus und Post-Operaismus
In deutlicher Abgrenzung zur Kommunistischen Partei Italiens, deren politische Strategie ganz auf die Eroberung des Staatsapparats ausgerichtet war, gaben sich die Operaisten strikt antistaatlich und propagierten den Kampf gegen die Fabrikarbeit. Im Mittelpunkt der Überlegungen steht stets die Subjektivität der Arbeiter, deren nicht immer offensichtlicher Kampf gegen die Arbeit als treibendes Bewegungsmoment der Geschichte begriffen wird. Die Bewegungen der Kapitalseite und der kapitalistischen Gesellschaft sind als Reaktionen auf diesen Kampf der Arbeiter aufzufassen, nicht umgekehrt.
Arbeitsverweigerung, „Krankfeiern“, Sabotagen am Arbeitsplatz etc. würden die notwendige Disziplin zersetzen und die Entwicklung der Produktivkräfte stören. Dies könne zu Krisen und zu einer Revolution führen. Als Mittel der Bewusstseinsbildung und der Agitation wurde von den Operaisten auch der bereits von Marx entwickelte „Fragebogen für Arbeiter“ verwendet. Über die teilnehmende Analyse der „Klassenzusammensetzung“ in sogenannten Militanten Untersuchungen sollte der spezifische Ansatzpunkt effektiver Kämpfe der Arbeiterschaft entwickelt werden.

## Situationistische Internationale
Die Tradition der Ablehnung der Arbeit wurde nach dem Zweiten Weltkrieg von einer Gruppe junger Menschen in Paris wiederbelebt. Unter ihnen war Guy Debord. Der Slogan „Ne travaillez jamais“ („Arbeiten Sie nie“) kehrte dann im Pariser Mai 1968 wieder. Über die proletarische Revolution schrieb Debord: „Sie kann unbeschwert überall beginnen, wo autonome proletarische Versammlungen die Trennung der Individuen, die Warenwirtschaft und den Staat abschaffen werden, indem sie außerhalb ihrer selbst weder die Autorität noch das Eigentum von irgend jemanden anerkennen und ihren Willen über alle Gesetze und alle Spezialisierungen stellen. Die Revolution wird jedoch nur triumphieren, wenn sie sich weltweit durchsetzt, ohne irgendeiner noch bestehenden Form der entfremdeten Gesellschaft auch nur den kleinsten Raum zu überlassen.“
René Viénet, der im Mai 1968 wie zwei weitere Mitglieder der S.I. direkt an den Besetzungen an der Sorbonne beteiligt war, schreibt über diese Zeit:

„Die kapitalisierte Zeit stand still. Ohne Zug, ohne Metro, ohne Auto, ohne Arbeit holten die Streikenden die Zeit nach, die sie auf so triste Weise in den Fabriken, auf den Straßen, vor dem Fernseher verloren hatten. Man bummelte herum, man träumte, man lernte zu leben.“

„Mit der Automation, die der fortgeschrittenste Bereich der modernen Industrie und zugleich das Modell ist, in dem sich deren Praxis vollkommen zusammenfaßt, muß die Warenwelt den folgenden Widerspruch überwinden: die technische Instrumentierung, die objektiv die Arbeit abschafft, muß gleichzeitig die Arbeit als Ware und als einzigen Geburtsort der Ware erhalten. Damit die Automation oder jede andere weniger extreme Form der Produktivitätssteigerung der Arbeit, die gesellschaftlich notwendige Arbeitszeit wirklich nicht verkürzt, müssen neue Arbeitsplätze geschaffen werden. Der Tertiärsektor, die Dienstleistungen sind das ungeheure Ausdehnungsfeld für die Etappenlinien der Distributions- und Lobpreisungsarmee der heutigen Waren; gerade in der Künstlichkeit der Bedürfnisse nach solchen Waren findet diese Mobilisierung von Ergänzungskräften glücklich die Notwendigkeit einer solchen Organisation der Nachhut-Arbeit vor.“

## Anti-Arbeits-Bewegung und Anarchismus
Die Anti-Arbeitsethik besagt, dass Arbeit tendenziell Unglück verursacht und zunehmend durch Maschinen ersetzt wird. Deshalb solle die Menge der Arbeit verringert werden. Die Ethik scheint ursprünglich aus anarchistischen Kreisen zu stammen, und ihren Ursprung in Essays wie Lob des Müßiggangs von Bertrand Russell, „Das Recht zur nützlichen Arbeitslosigkeit“ von Ivan Illich, und die „Abschaffung der Arbeit“ von Bob Black zu haben.
Die Anhänger dieser Bewegung argumentieren, dass es in kapitalistischen und kommunistischen Gesellschaften zu einer „Arbeits“-Mentalität gegenüber dem Leben entweder direkt oder indirekt durch die Entwicklung der Lebenshaltungskosten, Arbeitsmärkte, der wöchentlichen Arbeitszeit, die Anwendung normativer Werte in der Wirtschaft und gesellschaftlichen Konventionen kommt. Einige (wie z. B. Bob Black) fragen, warum mit zunehmender Technisierung die Anzahl der Stunden der durchschnittlichen wöchentlichen Arbeitszeit nicht deutlich gesunken sei. Sie versuchen daher, Antworten und praktische Lösungen zur Verringerung der Menge der Arbeit für eine durchschnittliche Person und eine Förderung der Aktivitäten, die sie als förderlich für das Glück sehen, zu finden.

## Wertkritik
Seit den 1990er Jahren bemüht sich die Gruppe Krisis um eine Erneuerung der Kritik der Arbeit. Sie veröffentlichte ein „Manifest gegen die Arbeit“. Die Argumentation ähnelt der von Bob Black vorgestellten, jedoch versteht sich die Krisis als (post)marxistisch. Arbeit wird nicht etwa wie im „Traditionsmarxismus“ als überhistorische Tätigkeitsform angesehen, sondern sie wird genauso als kapitalismusspezifische Erwerbsarbeit kritisiert wie das Kapital, da beide auf demselben System der Wertverwertung beruhen. Das Geschehen des sich unablässig selbstverwertenden Werts werde in der kapitalistischen Gesellschaft fetischistisch objektiviert als Ensemble von Sachzwängen und, so eine Marx’sche Formulierung, „automatisches Subjekt“ (siehe Das Kapital Bd. 1, MEW 23: S. 169). Die Menschen dienen diesen von den Menschen eigentlich selbstgeschaffenen Sachzwängen dabei hauptsächlich als Objekte und Material innerhalb des Verwertungsprozesses, der von Ware, Wert, Geld und (abstrakter) Arbeit bestimmt wird. Alles Sinnliche, die Menschen und ihre Bedürfnisse sowie das ökologische System der Erde und die Natur bleiben dem System der Wertverwertung äußerlich und seien ihm prinzipiell gleichgültig.

## Kritik der (männlichen) Arbeit im Feminismus
Aktuell in der Kritik der Arbeit ist die Kritik der Identifikation mit der Arbeit als zentralem Element männlicher Identität.

## Post-Work
Insbesondere im Englischsprachigen Raum gibt es einen politikwissenschaftlichen und utopischen Diskurs um den Übergang aus der Arbeitsgesellschaft in eine Gesellschaft nach der Arbeit. Das wird unter dem Begriff der Post-Work thematisiert. Der Diskurs grenzt an solche um Automatisierung und Bedingungsloses Grundeinkommen an.

## Arbeitskritische Praxis
In den dargestellten Theorieschulen gibt es eine lange Geschichte der Kritik der Arbeit, die sich auch in entsprechenden Praktiken wiederfinden lässt. Das reicht vom Blauen Montag und „Krankfeiern“ bis zu organisierteren oder massenhafteren Phänomenen wie Innere Kündigung („Quiet Quitting“) oder Tang Ping.

## Kritik der Arbeit in der Popkultur
im Bereich Musik die Lieder der Musiker und Bands:
- Alligatoah: Nebenjob, (3. September 2021)
- Alles.Scheisze: Arbeit mach mir keinen Spasz (Album #7 - Ravepunk Ist Scheisze, Wir Sind Die Beweise, 2020)
- Arbeitsgruppe Zukunft: Büro (9. November 2018)
- Jürgen Becker, Norbert Alich: Ich bin so froh, dass ich nicht evangelisch bin (2006) [10]
- Deichkind: Arbeit nervt (17. Oktober 2008)[11] und Bück dich hoch (20. Januar 2012)[12]
- Dire Straits: Industrial Disease (1982)
- Ersatzkopf: Arbeit ist Scheisse (Album Geile EP, 2017)
- Feine Sahne Fischfilet: Eure Welt (2012)
- Geier Sturzflug: Arbeitslos (2004), Schwarzarbeit (2005), sowie Wir müssen lernen faul zu sein (2006)
- Grossstadtgeflüster: Ich kündige (Album DAS ÜBER-ICKE, 2024)
- The Godfathers (February 1988): Birth, School, Work, Death (Song und Album)[13]
- Heaven 17: Crushed by the Wheels of Industry (Album "The Luxury Gap") (1983)
- Irie Révoltés: Travailler (26. August 2011)
- Jethro Tull: Working John, Working Joe (1980)
- Die Kassierer: Schnaps und Bier (2003) und Nieder mit die Arbeit (2010)
- Konny Kleinkunstpunk: Karrieresong (7. September 2012)
- Kraftklub: Sklave (31. Mai 2017)
- Georg Kreisler: Wenn alle das täten (1974)
- Mönster: Arbeit Ist Scheisse (Keine Aber Auch) (31. Juli 2006)
- Morgenrot: Frank liegt krank im Schrank[14]  (1980)
- Mülheim Asozial: Yuppieschweine[15]
- Dolly Parton: 9 to 5
- Marc Pircher: Arbeit nix als Arbeit[16]
- Oidorno: Jobcenter brenn (26. April 2019)
- ParkPunk: Arbeitenix (Album Arbeitenix, 2022)
- Refpolk: Arbeit ist Scheiße (2008)
- Revolte Springen: Wir scheißen auf Karriere
- SCHLECHT: Arbeit ist Scheisse (album MACHT JA NIX!, 2022)
- Sido (feat. Helge Schneider): Arbeit (2013)
- Sleaford Mods: Jobseeker (Album The Mekon, 2007)
- Straftat: Mein Leben[17]
- Tapete: Drückeberger (2008)
- Ton Steine Scherben auf dem Album Warum geht es mir so dreckig? September 1971: Sklavenhändler, Ich will nicht werden was mein Alter ist, Warum geht es mir so dreckig
- Tubbe: Keine Arbeit lieber Tanzen, CD, Digital, LP, 13. März 2015[18]
- Turbobier: Arbeitslos

im Bereich der Belletristik die Kurzgeschichten:
- Marc-Uwe Kling: Die Geschichten Das Recht auf Arbeit, Not to do und Betriebsklima aus den Känguru-Chroniken

im Bereich Literatur:
- Herman Melville: Bartleby the Scrivener, 1853